# 玛丽·梅克
玛丽·梅克（Mary Meeker，1959年9月—）是美国风险投资家和前华尔街证券分析师。她主要關注的領域是互联网和新技术，因而被稱為“互聯網女皇”。她也是旧金山风险投资公司 BOND 的创始人和普通合伙人。她之前曾担任凯鹏华盈的合伙人。